# Aéroport de Gautam Buddha
L'aéroport de Gautam Buddha (code IATA : BWA • code OACI : VNBW) est un aéroport desservant la ville de Siddharthanagar au Népal. Il est parfois appelé aéroport de Bhairahawa. Il est prévu de développer cet aéroport pour en faire le deuxième aéroport du Népal, après Katmandou-Tribhuvan. La construction devrait être terminée en 2018.

## Situation
L'aéroport est situé à 109 mètres d'altitude. 
| \| 100 km1:3 095 000 \| Bajura Bhadrapur Bhâratpur Bhojpur Biratnagar Dhangadhi Dolpa Janakpur Jomsom Jumla Katmandou Lamidanda Lukla Manang Meghauli Nepalganj Phaplu Pokhara Ramechhap Rukumkot Rumjatar Simara Siddharthanagar Simikot Surkhet Talcha Taplejung Thamkharka Tumlingtar Dang |
| 100 km1:3 095 000 |

## Installations
Il possède une piste longue de 1 510 mètres en asphalte orientée 10/28. Une seconde piste longue de 3 000 mètres est en construction.

## Compagnies et destinations
| Compagnies      | Destinations        |
| --------------- | ------------------- |
| Buddha Air      | Katmandou-Tribhuvan |
| Nepal Airlines  | Katmandou-Tribhuvan |
| Simrik Airlines | Katmandou-Tribhuvan |
| Yeti Airlines   | Katmandou-Tribhuvan |

## Statistiques
Pour des raisons techniques, il est temporairement impossible d'afficher le graphique qui aurait dû être présenté ici.

Voir la requête brute et les sources sur Wikidata.